# Serralada de Finisterre
La serralada de Finisterre és una serralada al nord-est de Papua Nova Guinea. El punt més alt ocupa el lloc 41 del món per prominència, amb una altitud de 4.155 m. Tot i que el punt més alt de la serralada no apareix als mapes oficials, el nom "Mount Boising" s'utilitza localment. Aquest pic era possiblement el pic no escalat més prominent del món fins a la primera ascensió coneguda el 25 de juny de 2014.
La serralada s'estén fins a la serralada Saruwaged a l'est i junts formen una barrera natural entre les valls de Ramu i Markham al sud i l'estret de Vitiaz al nord. Molts rius s'originen en aquesta serralada, inclosos alguns afluents del Ramu.

## Història
La campanya de la serralada de Finisterre (1943–1944) de la Segona Guerra Mundial, que va incloure una sèrie d'accions conegudes com a Batalla de Shaggy Ridge, va veure combats ferotges entre les forces australianes i japoneses.

Campanya de la Serralada de Finisterre (1943–1944)
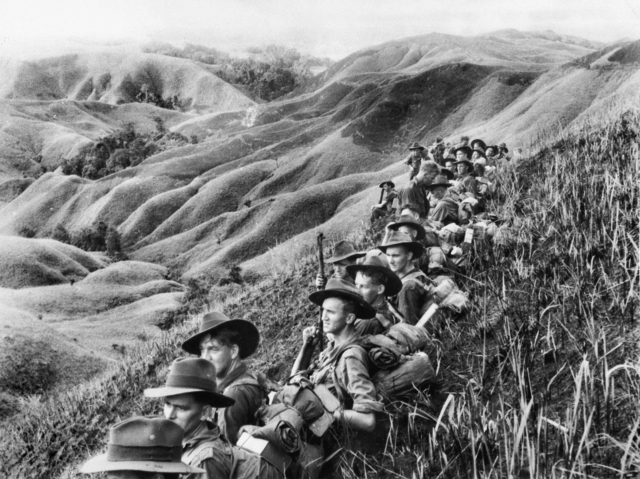
Soldats australians descansant
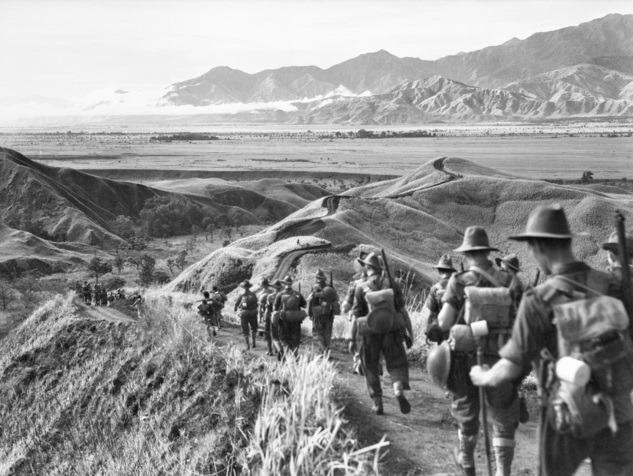
Tropa baixant de Finisterre a la Vall de Ramu
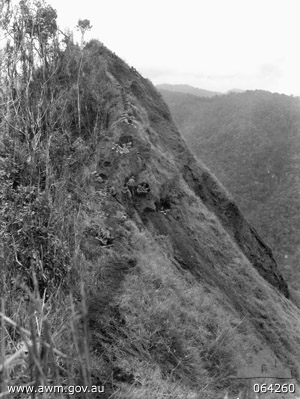
Trinxeres en el costerut vessant del puig

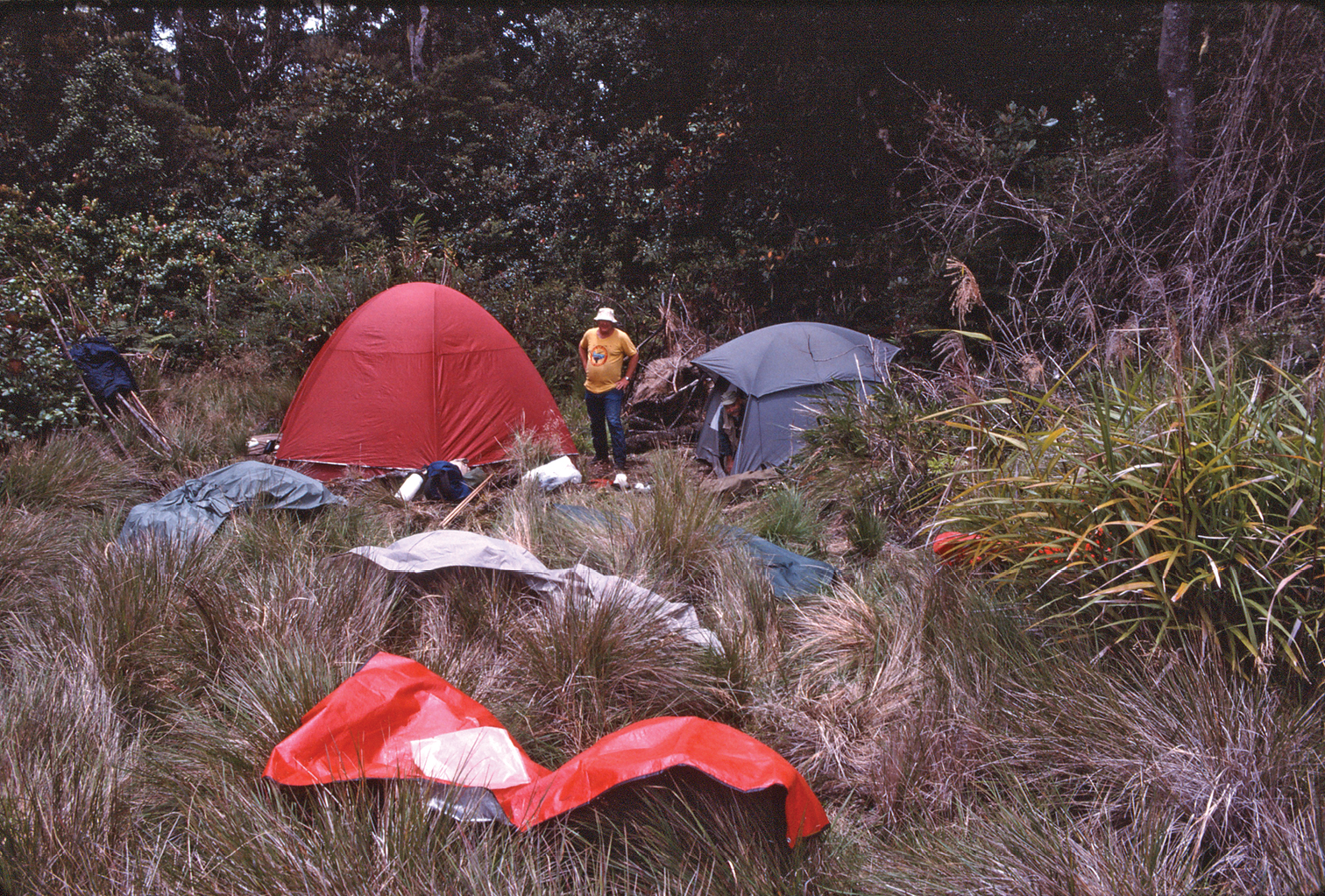
Campament de científics en la serralada. 2012